# Георгиос Аверов
Георгиос Аверов (среща се и Йоргос Авероф или Георгиос Авероф) (на гръцки: Γεώργιος Αβέρωφ) е гръцки бизнесмен и филантроп от влашки произход, един от големите национални благодетели на Гърция.

## Биография
Роден е на 15 август 1815 година в Мецово (Епир, Гърция, тогава Османска империя) и е ароманец (влах). През 1837 г. се премества в Кайро, Египет, за да работи в магазин, ръководен от брат му Анастасий. Благодарение на смелите си тактики и бизнес дейности той се превръща в най-големия търговец в Египет. В същото време участва в банковото дело и бизнеса с недвижими имоти (закупуване и отдаване под наем на земя). Благодарение на многото си речни кораби, пътуващи нагоре и надолу по Нил, той успява да доминира във вътрешната и външната търговия на Египет.
Гръцкият историк Антониос Халдеос, който е написал докторската си дисертация за историята на гърците в Судан, предполага, въз основа на местните истории в Судан, че Аверов е бил силно замесен в търговията с роби там. Всъщност кварталът Омдурман на „Абу Руф“, където в исторически план се е намирал пазарът на роби, и днес е кръстен на него.
Неговите бизнес дейности довеждат до натрупване на огромно богатство, което той използва за благотворителност. Тази негова дейност включва значителни дарения за развитието на образователни и други инфраструктурни проекти за гръцките общности в Александрия, Мецово, Атина и за гръцката държава като цяло. Сред тях най-забележителните са основаването на Земеделското училище в Лариса, изграждането на Военната академия „Евелпидон“, дарението за Атинската консерватория, дарението за обновяването на стадиона „Панатения“ (издигнат от други двама благотворители от Аромания), където се провеждат първите модерни олимпийски игри, завършването на Националния технически университет в Атина и дарението за изграждане на едноименния флагман на гръцкия флот.
Възстановяването на стадиона „Панатения“ за летните олимпийски игри през 1896 г. е направено по искане на престолонаследника принц Константин. Стадионът е реконструиран през 1895 г., което е второ обновяване през 19 век; използван е бял мрамор от връх Пентели по желание на Авероф. Първоначално се предвиждат около 585 000 драхми, но в крайна сметка сумата достига 920 000 драхми. Averoff служи и като член на комисията по приемане на чуждестранните състезатели на игрите.
Аверов умира в Александрия на 15 юли 1899 година. В знак на благодарност за щедрите му дарения и услуги гръцката държава го обявява за основен национален благодетел и му поръчва мраморна статуя, поставена пред стадион „Панатения“. Тя стои там и днес. На 12 март 1910 г. бронираният флагман на гръцкия флот Георгиос Авероф е назван в негова чест благодарение на завещание от 2 500 000 златни франка.

## Галерия
- Георгиос Аверов, маслена живопис от Павлос Просалентис-младши (1857 – 1894)
- Кварталът „Абу Руф“ в Омдурман, Судан, все още кръстен на Аверов, тук на карта от 1914 г.
- Статуя в памет на Аверов в Атина
- Гробът на Аверов в Първото гробище в Атина